# Agustín Bardi
Pour les articles homonymes, voir Bardi (homonymie).
Agustin Bardi, né le 13 août 1884 et mort le 21 avril 1941, est un pianiste, violoniste et compositeur de tango argentin.
Né dans le quartier Las Flores de Buenos Aires, il grandit dans un milieu musical dès son plus jeune âge. Au cours de sa vie, il produit environ 70 oeuvres, principalement des tangos, trois valses et deux rancheras. Une trentaine de ses œuvres restent inédites.
La composition de Qué noche (Quelle nuit) lui est inspirée par la chute de neige à Buenos Aires le 22 juin 1918 (ensuite, il n'a pas neigé sur la ville avant le 9 juillet 2007).
Il meurt d'une crise cardiaque le 21 avril 1941 près de son domicile à Bernal et repose au cimetière d'Ezpeleta.